# إدارة تحليل المعلومات الاستخباراتية
هي إدارة وتنظيم عملية تحليل المعلومات الاستخباراتية الأولية عن طريق ربط النقاط مع بعضها، والوصول إلى لوحة متكاملة من المعلومات، لها عدة تحليلات وتصنيفات أمنية، ونطاقات زمنية، ومستويات مفصلة.
بدايات التحليل الاستخباراتي قديمة، ويُعتبر شيرمان كينت أبا التحليل الاستخباراتي الحديث، إذ أصدر في عام 1947 كتابًا تحت عنوان "الاستخبارات الاستراتيجية للسياسة الأمريكية العالمية"، وحدد أثناء عمله في  مكتب الخدمات الاستراتيجية، ووكالة الاستخبارات المركزية معايير التحليل الحديث واستخداماته.

## ما قبل المعالجة
تحلل بعض المجالات الاستخباراتية لا سيما التقنية منها نفس البيانات بطرق مختلفة، وذلك بهدف الحصول على صورة متكاملة، فمثلًا تسجّل منصة جمع المعلومات جميع الإشارات الكهرومغناطيسية التي تتلقاها من هوائي موجه إلى هدف معين في وقت معين، وبافتراض أن الهدف هو رادار، يركز محللو إيلينت (أو استخبارات الإشارات) على الهدف وقدرته على تغطية المعلومات، بينما يبحث محللو ماسينت عن نمط الإشارات وليس عن الترددات الجانبية التي تولدت عن العملية.

## الاستخبارات الحالية
تندرج مجموعة من الأنشطة تحت مصطلح الاستخبارات الحالية، فمثلًا يتلقى مركز استخبارات حالي تقارير أولية، ومُعالَجة بأدنى حد، من ثم يدمجها بالمعلومات التي لديه، ويدعمها بحسب مهمته.
تستخدم مراكز الاستخبارات الحالية مؤتمرات عن بعد، أو مؤتمرات الفيديو من أجل مشاركة المعلومات، مثل شبكة ضباط الاستخبارات العسكرية الوطنية التي تربط مركز القيادة العسكرية الوطنية (في الولايات المتحدة) مع المركز الوطني للاستخبارات العسكرية المشتركة، ومركز عمليات وزارة الخارجية، ومركز العمليات التابع لوكالة الاستخبارات المركزية، ومكتب الاستخبارات والبحوث التابع لوزارة الخارجية، ومركز عمليات وكالة الأمن القومي، وغرفة عمليات البيت الأبيض، ومن الممكن أن تنضم وحدات أخرى إلى المؤتمرات عند الحاجة، مثل مكتب التحقيقات الفيدرالي، ومركز المعلومات والعمليات الاستراتيجية.
عندما لا تكون الأزمة ذات أهمية دولية، يفي عمل المجموعة الفرعية بالغرض، مثل تولي مركز المعلومات والعمليات الاستراتيجية أمر أعمال الشغب متعددة في وقت واحد في السجون، أو في حال اختطاف طائرة دون وجود آثار لعملية إرهابية، يعمل مركز عمليات هيئة الطيران الفيدرالي مع مركز المعلومات والعمليات الاستراتيجية، أو مع مراكز خدمة أخرى كمقر خفر السواحل.
في حين قد لا تبدو بعض هذه الحالات الطارئة مرتبطة بشكل مباشر مع الأمن القومي، لكن الواقع مختلف، فمثلًا عند حدوث كارثة طبيعية كبرى كإعصار كاترينا، ستحتاج الحالة إلى دعم عسكري كبير.
غالبًا ما تملك القيادات العسكرية الكبرى مراكز عمليات تحتوي على المعلومات من كل المقرات الفرعية التابعة، وبذلك تبقى القيادات العليا على دراية بالوضع لكن ليس بتفاصيله، وهذه القيادات تزود بدورها المستويات الأعلى بالمعلومات، إضافة إلى وجود اتصالات من نمط الخط الساخن بين الدول التي قد تحتاج لحل أزمات هامة، مثل نظام هامر ريك بين الولايات المتحدة وإسرائيل.

## تكنولوجيا المعلومات
كُلّف خلال الفترة 2001 و 2002 أحد الباحثين المقيمين في مركز شيرمان كينت لتحليل الاستخبارات، وهو مركز أبحاث تابع لمركز تدريب وكالة المخابرات المركزية للمحللين بمهمة جديد من نوعها، وهي استخدام باحث خارجي لدراسة عملية التحليل نفسها، خاصة كيفية استخدام تكنولوجيا المعلومات، وإمكانية استخدامها.
اعتمد أسلوبه على مشاهدة أكبر عدد ممكن من المحللين في مركز إدارة الاستخبارات، وسؤالهم عن كيفية أدائهم لعملهم، ناقشوا أنواع المهام الصعبة، والتقنيات والإجراءات التي تعمل بسلاسة معهم، وتحدثوا أيضًا عن أفكارهم الخاصة حول كيفية استخدام تقنية المعلومات بشكل أكثر فاعلية.
وللمقارنة؛ قابل أيضًا باحثين يعملون في مؤسسات تؤدي وظائف مماثلة لمركز إدارة الاستخبارات، مثل منظمات الاستخبارات الأخرى وخدمة أبحاث الكونغرس، وواشنطن بوست، وخدمات تقييم مخاطر العمل.
عند الانتهاء من هذه التجربة، أبدى إعجابه بنوعية عمل محللي مركز إدارة الاستخبارات، ولكنه كان قلقًا حول مسألة قلة الوعي والوصول إلى تكنولوجيا وخدمات المعلومات، والتي قد تكون مهمة جدًا لعملهم، فقد استخدم مركز إدارة الاستخبارات قواعد بيانات أوتوماتيكية منذ سبعينيات القرن العشرين، وطوّر قدراته تدريجيًا، ويستطيع المحللون ضمن النظام الحالي إجراء معظم عمليات البحث عن الوثائق الأصلية من أرشيف وكالة المخابرات المركزية، واسترجاع الوثائق إلكترونيًا.
ومع ذلك، من المحزن الإشارة إلى أن محللي وكالة المخابرات المركزية أفضل من محللي مكتب التحقيقات الفيدرالي الذين يجدون صعوبة في الوصول إلى شبكات خارجية آمنة، أو حتى في مشاركة بيانات حساسة داخل وكالتهم، ويبدو أن وكالة الأمن القومي هي الأكثر ارتياحًا بالنسبة لاستخدام تكنولوجيا المعلومات كأداة يومية.
تستمر قواعد البيانات الداخلية للوكالة بالتحسن مقارنة بالأجيال السابقة، لكنها لا تزال أدنى من مستويات محركات البحث التجارية في كثير من النواحي، ولكن من المهم معرفة أن سهولة الاستخدام ليست مطلبًا مطلقًا، إذ تُوجَّه بعض محركات البحث للخبراء وليس للمستخدمين العاديين، ما يجعل المحللين ذوي الخبرة الجيدة أكثر كفاءة.

## الأمن وتكنولوجيا المعلومات
قد يكون الأمن أو الحماية هو العامل الوحيد والأكثر أهمية الذي يمنع مركز إدارة الاستخبارات من تطبيق تكنولوجيا المعلومات بشكل أكثر فعالية، فمن المعروف طبعًا أن الأمن ضروري للاستخبارات، والمشكلة أنه عندما يتعلق الأمر بتكنولوجيا المعلومات يكون الأساس في منهج العمل هو استبعاد المخاطر، وليس تدبيرها عند وقوعها.
حتى وقت قريب، كان من الممنوع استخدام أجهزة المساعد الرقمي الشخصي داخل المنشآت مُشدّدة الحماية، إذ توجد مخاطر أمنية إلكترونية متخصصة للغاية يمكن أن تُطبّق وتسبب اختراقات أمنية، ولذلك يجب العمل على تطوير وتحديث أجهزة المساعد الرقمي الشخصي لتصبح أكثر أمانًا.
يوجد قلق شديد بشأن أمن المعلومات حتى في الهيئات الحكومية التي لا تملك معلومات سرية لكن حساسة (مثل معلومات الصحة الشخصية التي تغطيها قوانين التأمينات الصحية)، ولكن تتعامل بعض الوكالات الأخرى مع هذه المشكلة من خلال تخزين المعلومات على الأجهزة في نموذج مشفّر، أو الاستدلال البيولوجي لتأكيد الهوية.
وبما أن محللي مركز إدارة الاستخبارات يعتمدون على فكرة استبعاد المشكلة، سيميلون بطبيعة عملهم إلى اعتبار استخدام تكنولوجيا المعلومات أمرًا خطيرًا، وبذلك سيتجنبونها ما لم يكن استخدامها ذا أهمية مطلقة.
يجب على موظفي أمن المعلومات أن يفهموا بشكل أفضل كيفية عمل المحللين، فبدلًا من مجرد استبعاد التقنيات، يجب التركيز على تطوير طرق تطبيق تكنولوجيا المعلومات بحيث تكون سهلة الاستخدام، وتسمح لمحللي مركز إدارة الاستخبارات العمل بأمان مع أقل عدد ممكن من العوائق.